# Movimento raeliano

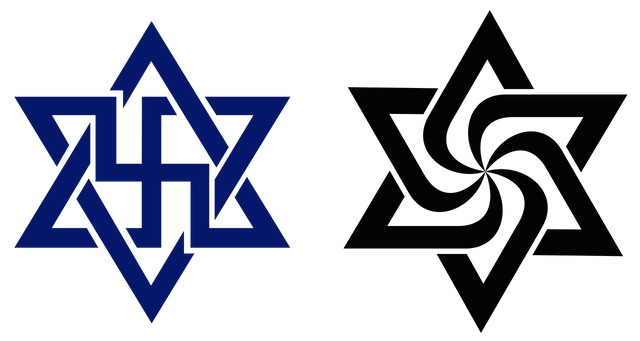
I simboli del raelismo

Il Movimento raeliano è un nuovo movimento religioso basato sulla credenza secondo cui alcuni extraterrestri scientificamente avanzati, chiamati elohim, avrebbero creato la vita sulla Terra attraverso l'ingegneria genetica. Il movimento crede inoltre che, grazie ad un'opportuna combinazione di clonazione e trasferimento della mente, sia possibile raggiungere l'immortalità. Sul sito ufficiale si definisce un movimento di "disegno intelligente per atei".

## Origini e fondazione
Il Movimento raeliano viene fondato da Claude Vorilhon, rinominatosi Raël nel 1973. Secondo il suo stesso racconto, Vorilhon sarebbe stato contattato da un rappresentante di una civiltà extraterrestre, gli elohim, il 13 dicembre 1973, nel cratere di un vulcano spento vicino a Clermont-Ferrand, nella Francia centrale. Seguendo quelle che lui afferma essere istruzioni rivelate ha fondato il Movimento raeliano, che dichiara di possedere circa novantamila membri sparsi in almeno ottantaquattro diversi stati. Il numero maggiore di affiliati si riscontra in Francia, Giappone, Canada (specialmente Québec) e Stati Uniti (specialmente Florida). Il Movimento diffonde il suo messaggio attraverso i libri di Rael, le assemblee raeliane e il suo sito internet.
In Italia il movimento Raeliano è presente dagli anni ottanta nelle principali città ed è composto da circa 700 fedeli.

## Il Raelismo

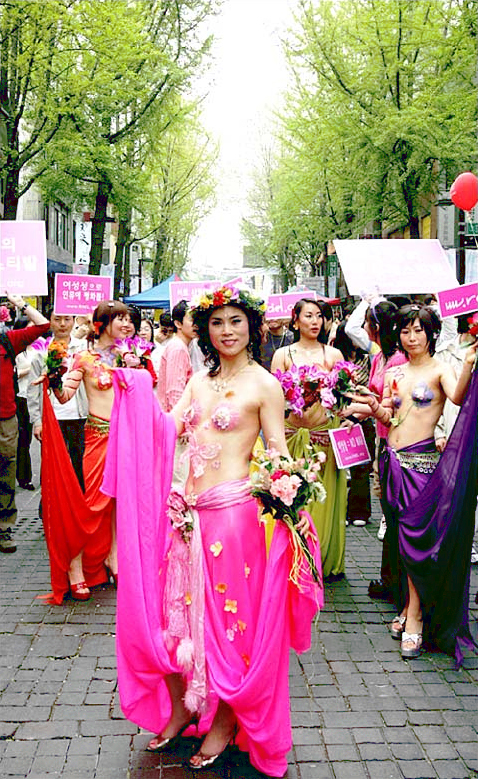
Donna raëliana al "Seoul Korea Love Hug Festival"

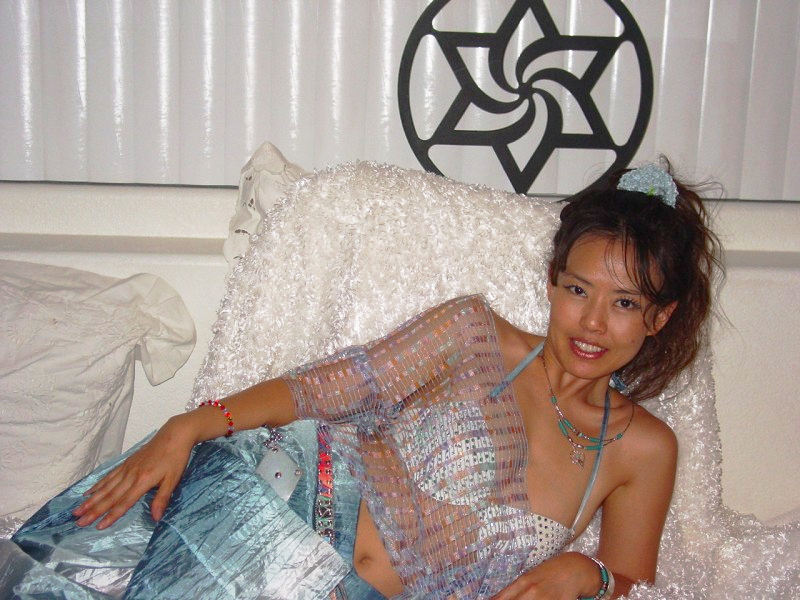
Donna su un letto, adornata con simboli raëliani.

I Raeliani credono che la vita sulla Terra abbia avuto origine per mezzo di una panspermia diretta ad opera di una civiltà extraterrestre. Secondo la storia del Raelismo, una spiegazione sulle origini ed il futuro dell'umanità fu trasmessa a Rael da un extraterrestre di 25.000 anni di nome Yahweh, che venne sulla Terra all'interno di un vascello spaziale ed atterrò in un vulcano della regione dell'Alvernia, in Francia, chiamato Puy de Lassolas. Questi messaggi furono poi pubblicati da Rael nel libro Il Messaggio degli Extraterrestri (ora nella nuova versione dal titolo “Intelligent Design: Message from the Designers” 2006 ISBN 2-940252-20-3).
I Raeliani credono che il nome Elohim, presente nelle antiche versioni della Bibbia ebraica, si riferisca a “coloro che vennero dal cielo”, o più precisamente a degli extraterrestri. Il Raelismo sposa la credenza che attraverso la padronanza dell'astronomia solare, dei processi di terraformazione, della nanotecnologia e dell'ingegneria genetica, gli Elohim furono in grado di realizzare sul nostro pianeta un nuovo sistema ecologico, con degli organismi adattati alla composizione chimica e termale della Terra.
Nel messaggio che sarebbe stato trasmesso a Rael, si legge che gli Elohim contattarono circa 40 persone perché agissero come loro messaggeri sulla Terra, inclusi Mosè, Elia, Ezechiele, Mahavira, Buddha, Giovanni Battista, Gesù, Joseph Smith, Lao Tsu, Socrate, Maria Vergine, Zoroastro, Abramo, Noè, Krishna, Confucio, Ermete Trismegisto e Bahá'u'lláh. I Raeliani credono che le seguenti religioni abbiano avuto origine dagli Elohim: Induismo, Ebraismo, Giainismo, Buddhismo, Taoismo, Cristianesimo, Mormonismo, Bahaismo, Confucianesimo, Zoroastrismo ed Ermetismo.
I Raeliani credono inoltre che gli Elohim torneranno sulla Terra quando la maggior parte della sua popolazione sarà pacifica e desiderosa d'incontrarli. Credono che questo sia predetto in tutti i testi religiosi – l'annunciata Era dell'apocalisse o rivelazione (la verità svelata). Essi dicono che incontreremo questi esseri provenienti dal cielo in un edificio che fungerà da ambasciata che hanno chiesto a Rael di costruire per l'occasione e qui condivideranno le loro avanzate conoscenze scientifiche coi terrestri. Per questo uno dei loro principali obiettivi è quello d'informare quante più persone possibili dell'esistenza di questa civiltà extraterrestre.

## Scopi e dettami del movimento

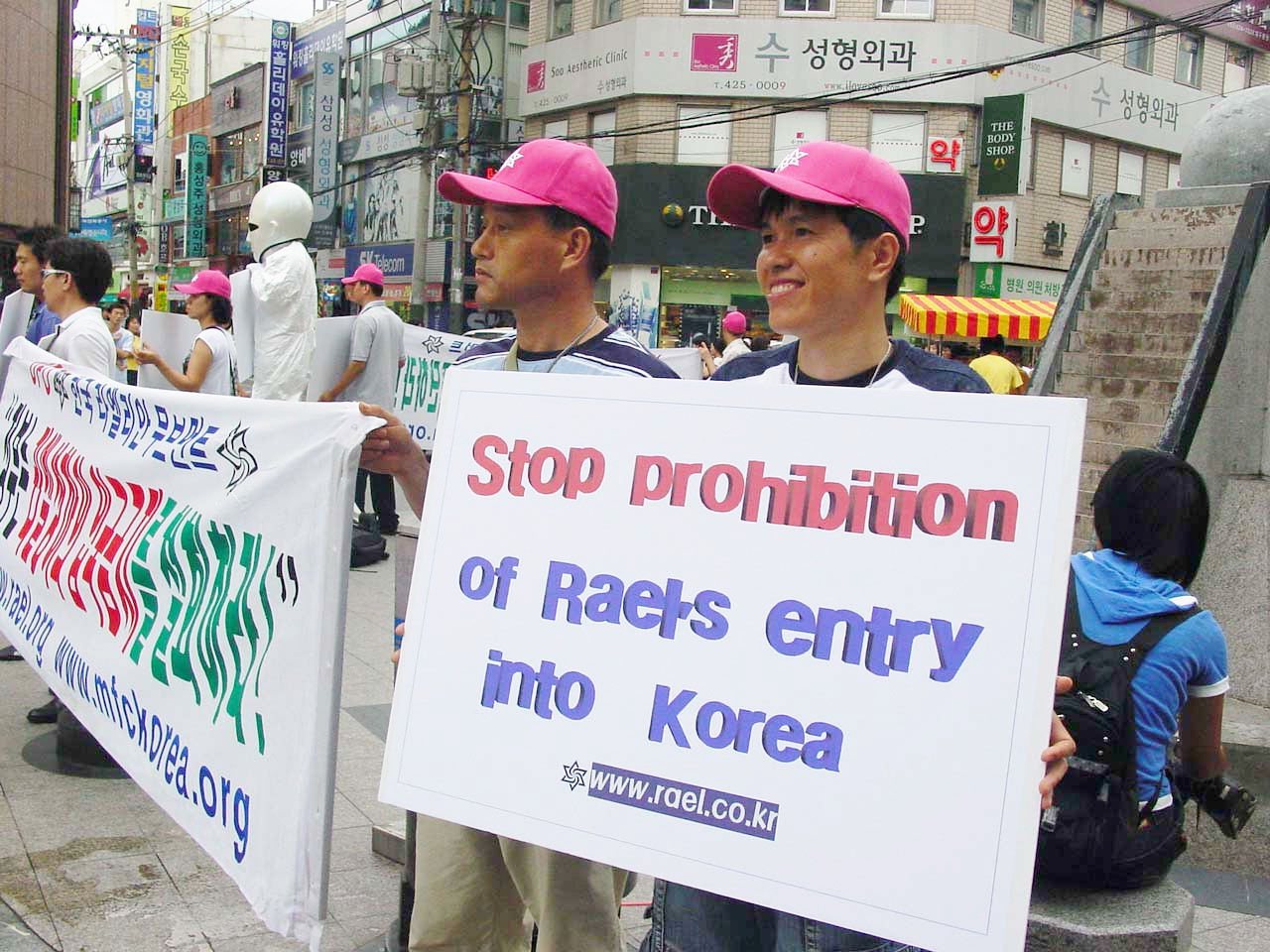
Alcuni raëliani chiedono di eliminare il divieto di ingresso a Raël in Corea del Sud

I raeliani promuovono idee sociali come la autodeterminazione sessuale, e uno spirito di responsabilità e condivisione che condurrà verso una nuova era di pace e benessere; affermano la necessità del progresso scientifico e della geniocrazia, una forma di governo proposta per la prima volta da Rael nel 1977 che vede nelle capacità di problem-solving, creatività e intelligenza i criteri per l'attribuzione dei diritti elettorali attivi e passivi ai cittadini. Le soglie proposte sono: un QI del 50% al di sopra della media per un potenziale candidato e un QI del 10% al di sopra della media per un elettore. È interessante notare che, nell'ipotesi che la distribuzione dei QI sia Normale con media = 100 punti e deviazione standard = 15 punti, la proposta in questione implicherebbe l'esclusione dal diritto di voto di quasi il 75% della popolazione . Rael non specifica che tipo di test andrebbero effettuati per stabilire i QI.
A dicembre 2002 fece il giro del mondo la notizia data a Hollywood che in un laboratorio di una società collegata al gruppo (la Clonaid) sarebbe andato a buon fine un esperimento di clonazione, con la nascita di una bambina a cui era stato dato il nome di Eve. Successivamente, venne annunciata la nascita di un'altra bambina clonata, voluta da due donne olandesi. L'identità dei codici genetici delle bambine con quelli delle madri non è mai stata dimostrata, e questi proclami vengono considerati infondati.
La filosofia raeliana è basata su valori umanistici, tra cui la libertà e i diritti umani: il movimento ha elaborato una propria versione della Dichiarazione Universale dei Diritti dell'Uomo. Il movimento è uno tra i più attivi sostenitori delle tecniche eugenetiche per quanto riguarda la riproduzione umana, e ritiene gli organismi geneticamente modificati uno strumento fondamentale per la lotta alla fame. I Raeliani sostengono l'abolizione della pena di morte in tutto il mondo.

## Critiche

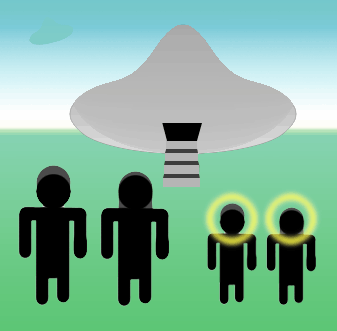
Adamo ed Eva assieme agli Elohim secondo il raelismo

Rael ha fin dal principio affermato che gli Elohim (singolare Eloha) usano per comunicare tra di loro una lingua affine all'Ebraico biblico, dunque appartenente al ceppo cananeo delle lingue semitiche. Ora, il vocalismo delle lingue di questo tipo ha subito a partire dall'epoca dell'Esodo un processo di trasformazione delle vocali chiamato rotazione vocalica cananea, che ha trasformato ad esempio la /ā/ lunga in /ō/. Così, ad esempio, all'arabo salām 'pace', corrisponde l'ebraico shālōm. Possibile che questo sia avvenuto indipendentemente sulla Terra e sul pianeta di origine degli Elohim? I critici inoltre fanno notare come l'Ebraico sia ricchissimo di prestiti da altre lingue non semitiche, come shīr 'canto', che è prestato dal Sumerico (una lingua isolata, di cui nessuno ha saputo finora rilevare parentele attendibili).
Alcuni ritengono che la spiegazione dei Raeliani a queste contraddizioni stia nel fatto che la matrice di tutte le lingue semitiche è l'Accadico che ha sostituito il Sumerico, lingua con cui non ha tuttavia alcuna parentela sul piano linguistico e che era scritta in caratteri cuneiformi; sarebbe anch'essa di origine divina stando alla mitologia sumerica e, nell'ottica Raeliana, anch'essa di origine aliena; quindi non esisterebbe nessun prestito dal Sumerico all'idioma extraterrestre (vedi Vimanika Shastra e gli scritti di Zecharia Sitchin). Il Movimento raeliano afferma a tal proposito di non aver mai reso simili spiegazioni, che non trovano riscontro alcuno all'interno dei loro testi ufficiali.
Secondo alcune fonti non meglio precisate, l'affermazione cardine dei Raeliani sarebbe che il genere umano (e solo esso) sia stato artificialmente creato 25.000 anni fa da esseri provenienti da un altro mondo. In linea puramente teorica, una tecnologia sufficientemente sviluppata potrebbe essere in grado di compiere una tale attività di ingegneria genetica, ma questa affermazione si scontra ed è smentita dal fatto che l'essere umano è geneticamente imparentato con tutti gli altri esseri viventi terrestri, e che prove fossili stabiliscono che la linea evolutiva da cui discende l'Homo sapiens sapiens è misurabile non in migliaia, ma in milioni di anni.
Il Movimento raeliano ha replicato dichiarando di aver sempre sostenuto che la civiltà extraterrestre responsabile della creazione umana ha in realtà creato ogni forma di vita esistente sulla Terra, come confermano i loro testi ufficiali. La datazione fossile che farebbe risalire le forme di vita più antiche a milioni di anni fa, è per loro da attribuire alla fallibilità degli attuali sistemi di datazione che si basano sul decadimento degli isotopi radioattivi e, al contempo, alla possibile effettiva datazione di reperti fossili antecedenti alla creazione realizzata da questi extraterrestri, e frutto di creazioni precedenti realizzate da altre civiltà.
Va infine fatto notare che il concetto di Q.I. dei Raeliani è in antitesi con le moderne teorie psicologiche riguardo allo sviluppo dell'intelligenza, specialmente per ciò che concerne il concetto di intelligenza multipla.

## Teorie simili

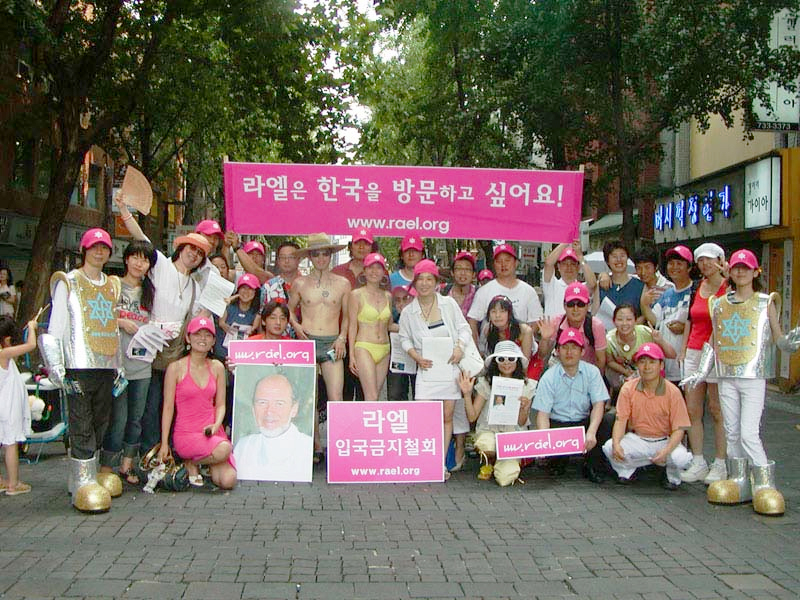
Un raduno di raeliani nella Corea del Sud

Diversi altri autori hanno teorizzato la presenza aliena nei testi sacri. Tra questi Erich von Däniken, Zecharia Sitchin, Mario Pincherle, Padre Barry Downing, Padre Salvador Freixedo, Padre Enrique Lopez Guerrero, Mauro Biglino.

## Cultura di massa
Nel 2024 è stata pubblicata su Netflix una miniserie di film documentario Raël - Il profeta degli extraterrestri, realizzata nel 2023.